# Hôpital Jean-Martial
L'hôpital Jean-Martial est un monument historique de Guyane situé dans la ville de Cayenne.
Après avoir été inscrit monument historique par arrêté du 9 décembre 1992, l'hôpital a été classé en totalité par arrêté du 22 avril 2013. Il est actuellement en travaux pour devenir le Musée des cultures et des mémoires de la Guyane.